# ستيف جاكوبس (لاعب كرة قدم)
ستيف جاكوبس (بالإنجليزية: Steve Jacobs)‏ هو لاعب كرة قدم بريطاني في مركز الدفاع، ولد في 5 يوليو 1961 في وستهام ‏ في المملكة المتحدة. لعب مع تشارلتون أثلتيك.